# Бельчиков, Николай Фёдорович
Никола́й Фёдорович Бе́льчиков (4 (16) ноября 1890, Мстёра, Вязниковский уезд, Владимирская губерния — 8 января 1979, Москва) — советский литературовед, специалист по истории русской революционно-демократической литературы и общественной мысли XIX века, археограф, текстолог. Заслуженный деятель науки РСФСР (1947). Член-корреспондент АН СССР c 23 октября 1953 года по Отделению литературы и языка (русская литература).

## Биография
Окончил Владимирскую духовную семинарию (1910) и Московскую духовную академию (1914). Начал печататься в 1910 году, некоторое время преподавал в частных учебных заведениях.
После Октябрьской революции принял активное участие в организации Московского пролетарского (Первого рабочего) университета, сотрудничал в журналах «Красный архив» и «Печать и революция». 
В 1921 году вошёл в комиссию при Главархиве РСФСР по исполнению статьи IX Рижского мирного договора с Польшей. Комиссией руководил М. К. Любавский, в её состав входили также С.К. Богоявленский и В. И. Пичета. Аналогичная комиссия под руководством А. Е. Преснякова возникла несколько позже и в Петрограде. На основании документов московской комиссии, которая провела десять заседаний с 23 апреля по 11 мая 1921 г., была подготовлена служебная записка председателя ЦИК БССР и СНК БССР А. Г. Червякова в Главархив РСФСР от 31 мая 1921 г. о недопущении выдачи Россией Литовской метрики какому-либо государству, кроме Белоруссии.
В январе 1928 года защитил в РАНИОН кандидатскую диссертацию «Методология изучения источников по истории русской литературы XIX века». Один из организаторов журнала «Литература и марксизм» (1928—1931). С 1930 года работал в Пушкинской комиссии АН СССР, читал лекции в Институте красной профессуры и МГПИ им. В. И. Ленина. Доктор филологических наук (1938), профессор МИФЛИ им. Н. Г. Чернышевского (1938—1941), заведующий кафедрой русской литературы МГПИ (1939—1945).
В период эвакуации в Алма-Ате в 1940-е гг. преподавал в Казахском педагогическом институте.
В 1946—1948 годах — учёный секретарь Отделения литературы и языка АН СССР, в 1949—1955 годах — директор ИРЛИ. Член ВКП(б) (1948). С 1955 года — сотрудник ИМЛИ им. А. М. Горького.
Редактор «Некрасовского сборника» (совм. с В. Е. Евгеньевым-Максимовым). Опубликовал ряд ценных архивных материалов о Ф. М. Достоевском. В 1920—1930-е годы участвовал в подготовке изданий сочинений А. И. Полежаева, Н. В. Гоголя, В. Г. Белинского, М. Ю. Лермонтова, П. В. Шумахера, Д. И. Писарева, Г. И. Успенского, Г. В. Плеханова, А. В. Луначарского. Главный редактор «Истории русской литературы» (тт. 1—10, 1941—1956). Член редколлегий журнала «Известия АН СССР. Отделение литературы и языка» серии «Литературное наследство» (1950—1954) и Полного собрания сочинений А. П. Чехова (1974—1979).
Был Председателем Совета Центрального дома учёных
Похоронен в Москве на Ваганьковском кладбище.

## Основные работы
Монографии
- «Теория литературной критики» (1929)
- «Теория археографии» (1929)
- «Народничество в литературе и критике» (1934)
- «Достоевский в процессе петрашевцев» (1936; 2-е изд. 1971)
- «Тарас Шевченко: критико-биографический очерк» (1939; 2-е изд. 1961)
- «Н. Г. Чернышевский: критико-биографический очерк» (1946)
- «Великий русский критик и революционный демократ В. Г. Белинский» (1948)
- «В. Г. Белинский: популярный очерк» (1948)
- «Тарас Шевченко: жизнь и творчество» (1956)
- «Г. В. Плеханов — литературный критик» (1958)
- «Справочник-указатель печатных описаний славяно-русских рукописей» (1963, совм. с Ю. К. Бегуновым и Н. П. Рождественским)
- «Пути и навыки литературоведческого труда» (1965; 2-е изд. 1975)
- «Зарубежные издания А. И. Герцена (1850—1869)» (1973)
- «Современные проблемы литературоведения и языкознания» (1974, редактор)
- «Литературное источниковедение» (1983; посм.)
- «Статьи о русской литературе» (1990; посм.)

Статьи
- «Пушкин и Гнедич» // «Пушкин» (1925)
- «Достоевский и Тургенев» // «Литература и марксизм», 1928, № 1
- «Как писал романы Достоевский (неизданный вариант из „Неточки Незвановой“)» // «Печать и революция», 1928, кн. 2
- «Чернышевский и Достоевский: из истории пародии» // «Печать и революция», 1928, кн. 5
- Революционно-демократическая беллетристика 1860-х гг. // Литературное наследство [Чернышевский. Добролюбов. Писарев]. — М. : Жур.-газ. объединение, 1936. — Т. 25/26. — 697 с. — (Литературное наследство / отв. ред. П. И. Лебедев-Полянский; зам. ред. М. Б. Храпченко; зав. ред. И. С. Зильберштейн ; т. 25/26). — 6000 экз. — ISSN 0130-3627.
- «Д. И. Писарев-критик и его эстетические взгляды» // «Известия ОЛЯ АН СССР», 1941, № 1
- «Пламенный демократ» // «Славяне», 1948, № 5
- «Белинский и русская литература» // «Вестник АН СССР», 1948, № 6
- «Наш Белинский» // «Смена», 1948, № 10
- «Об издании произведений классической литературы» // «Советская книга», 1952, № 7
- «Советская текстология и её задачи» // «Вестник АН СССР», 1954, № 9
- «Источниковедение как научно-вспомогательная дисциплина литературоведения» // «Известия ОЛЯ АН СССР» 1963, т. XXII, вып. 2

Составитель и редактор
- «Летопись жизни В. Г. Белинского» (1924; совм. с П. Е. Будковым и Ю. Г. Оксманом, под ред. Н. Г. Пиксанова);
- «Письма Ф. М. Достоевского к жене» (1926, совм. с В. Ф. Переверзевым);
- «Из архива Ф. М. Достоевского („Идиот“: неизданные материалы)» (1931, совм. с П. Н. Сакулиным)

## Награды
Был награждён орденом Ленина и медалями. В 1951 году в составе авторского коллектива редакции «Литературного наследства» удостоен академической премии им. В. Г. Белинского за подготовку трехтомного издания, посвящённого В. Г. Белинскому (т. 55—57).